# Brazilian Nights
Brazilian Nights ist das siebzehnte Studioalbum des US-amerikanischen Saxophonisten Kenny G. Es erschien am 27. Januar 2015.

## Hintergründe
In den fünf bis sechs Jahren vor der Veröffentlichung hatte Kenny G laut eigener Aussage nur ein einziges Album von Stan Getz in seinem CD-Player, welches viel Bossa-Nova-Musik beinhaltet. Er bemerkte, dass es auf dem Album zwar viele Dinge gäbe, die ihm gefallen, allerdings auch, wie auf jedem Werk, welche, die ihm nicht zusagten. Er hatte dadurch die Vision, die für seinen Geschmack rundum perfekte, definitive Bossa Nova-CD zu erschaffen, womit die Idee zu Brazilian Nights geboren wurde. Neben Getz nannte Kenny G auch Cannonball Adderley und Paul Desmond als Inspirationen für das Album. Besonders an dem Werk ist, dass es nur zwei Lieder gibt, in denen das vom Musiker sonst bevorzugte Sopransaxophon zum Einsatz kommt. Der Interpret entschied sich hierfür, da im Bossa Nova der 1950er und 1960er vorwiegend Alt- und Tenorsaxophon verwendet wurde, und dies seiner Musik einen authentischeren Klang verleihe.
Kenny G und Walter Afanasieff schrieben die fünf Neukompositionen des Albums zusammen und produzierten sämtliche Titel gemeinsam. Zweitgenannter spielte zudem noch das Klavier und die Keyboards ein.
Das Lied Bossa Réal wurde als einzige Single ausgekoppelt.

## Musik
Brazilian Nights vermischt die Spielart des Smooth Jazz, für die Kenny G berühmt wurde, mit den Klängen des lateinamerikanischen Musikstils des Bossa Nova. Es ist somit auch dem Hybridgenre des Latin Jazz zuzuordnen. Sämtliche Titel des Albums sind instrumental gehalten; offiziell genannte Gastmusiker gibt es keine. Das Album beinhaltet darüber hinaus zu gleichen Teilen Originalkompositionen und Coverversionen. Im Zentrum jedes Liedes steht Kenny Gs Saxophonspiel, die Untermalung dessen bilden unter anderem Klavier, Keyboard, verschiedene Rhythmusinstrumente und Streicher.

## Covergestaltung
Das Coverartwork zu Brazilian Nights ist in warmen Brauntönen gehalten. Es zeigt Kenny G auf einer Bank sitzend, mit dem Kopf seitlich nach hinten blickend und lächelnd. Er trägt ein weißes Hemd, eine ungebundene schwarze Fliege, eine schwarze Hose und schwarze Lackschuhe. Links neben ihm steht ein großer Koffer, auf dem ein Saxophon liegt. Darüber ist an der Wand eine gelb leuchtende Lampe angebracht. Etwa in der Mitte des Bildes steht in dünnen, weißen Großbuchstaben der Name des Künstlers quer über das Bild, wobei das "G" teilweise von der Hand des Musikers überdeckt ist. Darüber steht deutlich kleiner in der linken Bildhälfte kursiv der Albumtitel in orangefarbenen Kleinbuchstaben.

## Titelliste
| Nr. | Titel                                   | Länge |
| --- | --------------------------------------- | ----- |
| 1.  | Bossa Antigua                           | 3:48  |
| 2.  | Corcovado (Quiet Nights of Quiet Stars) | 7:30  |
| 3.  | Bossa Réal                              | 7:36  |
| 4.  | Brazilian Nights                        | 6:32  |
| 5.  | April Rain                              | 6:48  |
| 6.  | Melina Moca                             | 5:57  |
| 7.  | Bu Bossa                                | 4:25  |
| 8.  | Clouds                                  | 5:37  |
| 9.  | Girl From Ipanema                       | 5:33  |
| 10. | Summer Love                             | 6:15  |

| Nr. | Titel                                   | Länge |
| --- | --------------------------------------- | ----- |
| 1.  | Bossa Antigua                           | 3:48  |
| 2.  | Corcovado (Quiet Nights of Quiet Stars) | 7:30  |
| 3.  | Bossa Réal                              | 7:36  |
| 4.  | Brazilian Nights                        | 6:32  |
| 5.  | April Rain                              | 6:48  |
| 6.  | Melina Moca                             | 5:57  |
| 7.  | Bu Bossa                                | 4:25  |
| 8.  | Clouds                                  | 5:37  |
| 9.  | Girl From Ipanema                       | 5:33  |
| 10. | Summer Love                             | 6:15  |
| 11. | Loving You (Live)                       | 3:22  |
| 12. | G Bop (Live)                            | 4:18  |
| 13. | Forever in Love (Live)                  | 5:41  |
| 14. | Heart and Soul (Live)                   | 4:41  |

| Nr. | Titel                  | Länge |
| --- | ---------------------- | ----- |
| 1.  | Loving You (Live)      | 3:25  |
| 2.  | G Bop (Live)           | 4:18  |
| 3.  | Forever in Love (Live) | 4:42  |
| 4.  | Havana (Live)          | 3:39  |
| 5.  | Desafinado (Live)      | 8:48  |
| 6.  | Heart and Soul (Live)  | 4:48  |

## Kritik
Brazilian Nights erhielt im Wesentlichen wohlwollende Kritiken. Kenny G würde auf dem Album besonders locker wirken und in den entspannten Rhythmen aufgehen. Wer seine lyrischen Melodien zuvor mochte, würde nicht enttäuscht werden, wer dem Künstler allerdings bereits negativ gegenüber stehe, würde hier seine Meinung nicht ändern. Auch, wenn Gs stilistische Markenzeichen durchwegs präsent wären, traue er sich durchaus, etwas Neues auszuprobieren und sich an bekannten Bossa Nova-Liedern zu versuchen. Auch seine Eigenkompositionen wurden positiv aufgenommen. Das Werk wolle nichts anderes als gepflegte, romantische Musik sein, und würde als solche auch funktionieren. Allerdings wurde empfunden, dass ihm organisches Trommelspiel anstelle von Drumcomputern besser gestanden hätte.

## Erfolg
Brazilian Nights landete in den Billboard 200 lediglich auf Platz 86 und stellt für Kenny G einen kommerziellen Flop dar. Es ist sein erstes Studioalbum seit 1985, welches nicht bis in die Top 50 der Hitparade vordringen konnte. Mit nur einer Woche Aufenthalt ist es zudem, mit Ausnahme seines nicht gecharteten, selbst betitelten Debütalbums, dasjenige Studiowerk des Künstlers, welches sich am kürzesten in den Charts befand. Im Rest der Welt konnte es sich nicht in den Hitparaden positionieren.